# Moha-Rakodó vasútállomás
Moha-Rakodó vasútállomás a MÁV 5-ös számú Székesfehérvár–Komárom-vasútvonalának egyik állomása, a Fejér vármegyei Fehérvárcsurgó közigazgatási területének déli szélén. Az állomás a vasútvonal szelvényezése tekintetében a vonal 141-es szelvénykövénél található. A vasútvonal jelenleg is aktív, de a személyforgalom ezen az állomáson már több éve szünetel.

## Története
Az állomás létesítésének pontos ideje nem ismert, az 1947-es menetrendben még nem szerepelt. Létesítése nyilvánvalóan a közeli Kincsesbánya határában feltárt, jelentős mennyiségű érc- és ásványkincs kitermelésének rakodási-szállítási igényével függött össze: működési ideje alatt itt volt a 935a menetrendi számú, iparvasúti jellegű Moha-Rakodó–Kincsesbánya-vasútvonal végállomása is. Aránylag távol helyezkedik el minden környező lakott településtől, településrésztől, ezért ami csekély személyforgalma volt, azt is leginkább a környékére települt ipari üzemek – köztük az ország egyik legnagyobb roncsfeldolgozó üzemének számító Al-Cu-Fer Kft. – hivatásforgalma tette ki, mely leselejtezett tehervagonok elbontásával foglalkozik az állomáson.
2009. december 13-tól, menetrendváltással az egész vasútvonalon megszűnt a személyforgalom, de 2010. július 4-től újra járnak a személyvonatok a vasútvonalon. 2012. április 15-től azonban ezen az állomáson egyetlen vonat sem áll meg.

## Vasútvonalak
Az állomást az alábbi vasútvonalak érintik vagy érintették:
- Székesfehérvár–Komárom-vasútvonal
- 935a Moha-Rakodó–Kincsesbánya-vasútvonal

## Kapcsolódó állomások
A vasútállomáshoz az alábbi állomások vannak a legközelebb:
- Moha vasútállomás (Székesfehérvár vasútállomás, Székesfehérvár–Komárom-vasútvonal)
- Fehérvárcsurgó megállóhely (Komárom vasútállomás, Székesfehérvár–Komárom-vasútvonal)
- Moha megállóhely
- Fehérvárcsurgó megállóhely